# Городовое дело
Городовое дело — одна из древнейших натуральных повинностей, состоявшая в постройке новых городов и острогов, возведении новых крепостей в старых городах и ремонте фортификационных сооружений.

## История
С возникновением сошного обложения эта повинность отбывалась по сохам, позднее — с живущих четвертей и дворов. С той или другой окладной единицы должно быть выставлено определяемое каждый раз число рабочих с необходимыми орудиями труда, инструментами и запасами и заготовлено указанное количество строевого материала: брёвен, досок, земли и так далее.
Разверстка повинности между плательщиками происходила по соглашению между ними: они или избирали из своей среды нужное число рабочих, или нанимали работников для выполнения надлежащих работ. Ввиду важности целей, которым должно было удовлетворять городовое дело, льготы от податей и повинностей, жалованные в широких размерах разным категориям землевладельцев, были ограничены прежде всего по отношению к этой повинности, которая с середины XVI века являлась общеобязательной почти без всяких исключений. Она была одной из самых неравномерных, прежде всего для разных местностей, так как одни города, гораздо чаще требовали возобновления и поправки их укреплений, чем другие.
К каждому городу приписано было население определенного района — одного или нескольких уездов: значит, сохи разных уездов, приписанных по разным городам, обложены были неодинаково. Среди населения, приписанного к одному городу, также существовало неравенство: для окрестного населения было гораздо легче организовать выполнение работ, чем для населения, живущего за десятки и более верст. Хотя для устранения этой этого и предпринимались некоторые меры, но по самому существу натуральных работ достижение цели представляло значительные трудности. Поэтому с середины XVI века встречаются попытки перевести на деньги как эту повинность, так и некоторые другие, стоящие с ней в тесной связи: с этого времени появляются денежные сборы за городовое, острожное, засечное и ямчужное дела. Такие попытки могли быть вызваны еще и тем соображением, что работы по постройке городовых укреплений были тем особенно тягостны для населения, что обыкновенно совпадали с горячей порою земледельческих работ. Однако перевести эту повинность на деньги не удалось, и городовое дело как в XVI веке, так и в XVII веке отбывалось преимущественно натурой. Одной из главных причин неудач монетизации являлась также трудность взыскания денежных сборов, которыми население и без того было чрезмерно обременено.